# مارك بول جوسلار
مارك بول جوسلار (بالإنجليزية: Mark-Paul Gosselaar)‏ مواليد 1 مارس 1974 في لوس أنجلوس، هو ممثل أمريكي بدأ مسيرته الفنية سنة 1986.

## الأعمال

### أفلام
- سرقة (2015)
- البضائع الثمينة (2016) (بدور: جاك)

### مسلسلات
- أنقذه الجرس
- ميرفي براون
- القانون والنظام: الوحدة الخاصة للضحايا
- إن واي بي دي بلو
- الدجاجة الآلية
- ويدز
- دونت تراست ذا بي---- إن أبارتمينت 23
- النهايات السعيدة
- سي اس آي: التحقيق في موقع الجريمة

## روابط خارجية
- مارك بول جوسلار على موقع IMDb (الإنجليزية)
- مارك بول جوسلار على موقع ألو سيني (الفرنسية)
- مارك بول جوسلار على موقع تيرنر كلاسيك موفيز (الإنجليزية)
- مارك بول جوسلار على موقع أول موفي (الإنجليزية)
- مارك بول جوسلار على موقع قاعدة بيانات الأفلام السويدية (السويدية)
- مارك بول جوسلار على موقع إن إن دي بي (الإنجليزية)
- مارك بول جوسلار على موقع ديسكوغز (الإنجليزية)
- مارك بول جوسلار على موقع قاعدة بيانات الفيلم (الإنجليزية)